# Košín
Košín (německy Koschin) je obec v okrese Tábor v Jihočeském kraji. Žije zde 100 obyvatel.

## Historie
První písemná zmínka o obci pochází z roku 1379.

## Obyvatelstvo
| Rok            | 1869 | 1880 | 1890 | 1900 | 1910 | 1921 | 1930 | 1950 | 1961 | 1970 | 1980 | 1991 | 2001 | 2011 | 2021 |
| -------------- | ---- | ---- | ---- | ---- | ---- | ---- | ---- | ---- | ---- | ---- | ---- | ---- | ---- | ---- | ---- |
| Počet obyvatel | 157  | 141  | 156  | 172  | 151  | 163  | 191  | 150  | 127  | 97   | 82   | 61   | 65   | 74   | 90   |
| Počet domů     | 19   | 20   | 21   | 25   | 27   | 28   | 35   | 39   | 36   | 34   | 29   | 37   | 37   | 40   | 43   |

## Obecní správa
Mezi lety 1850–1920 Košín patřil jako osada obce k Chotovinám v okrese Tábor. V letech 1921–1975 byly obcí. Od 1. ledna 1976 do 23. listopadu 1990 patřil znovu jako část obce k Chotovinám a od 24. listopadu 1990 je opět samostatnou obcí.

## Galerie

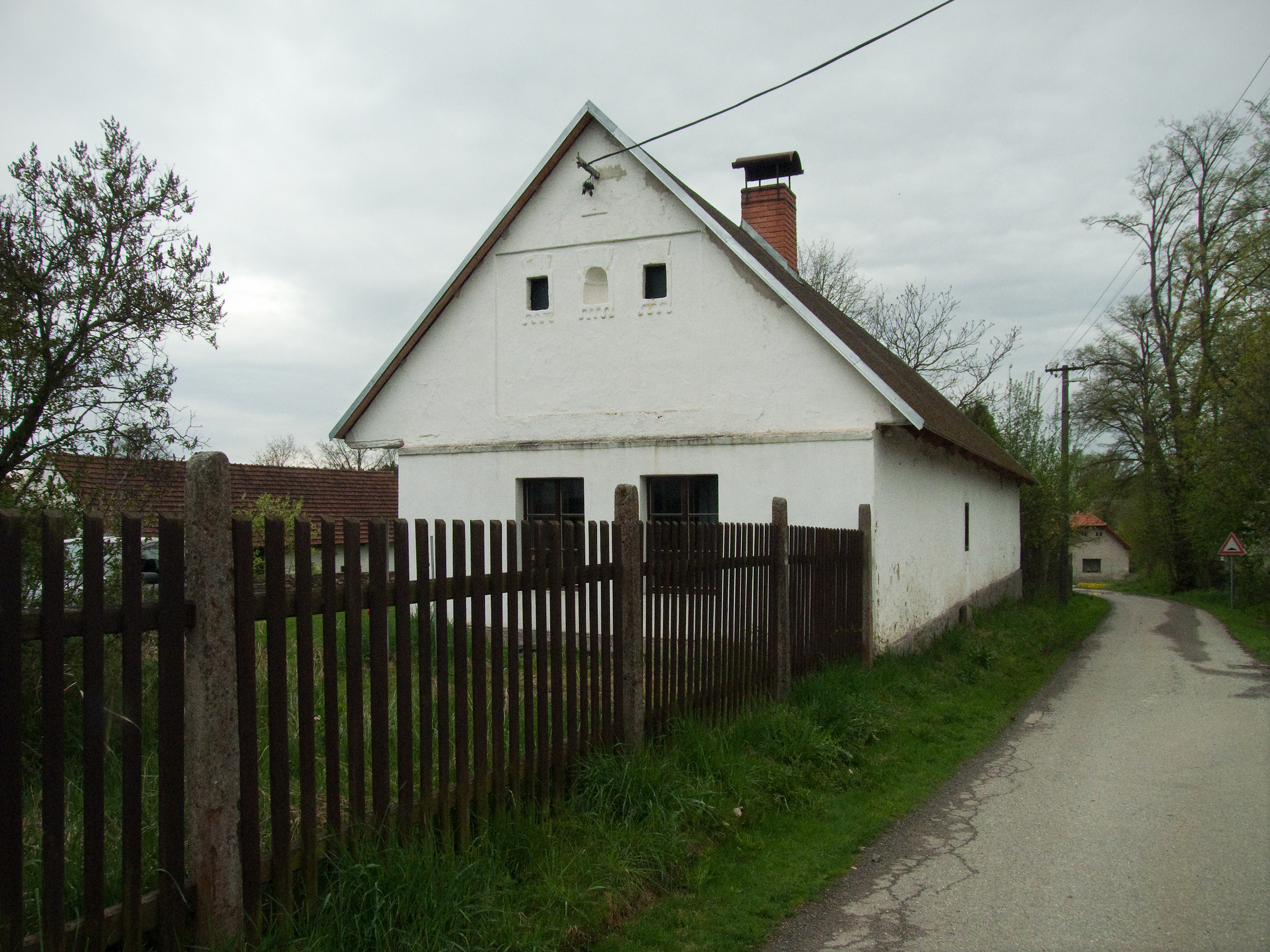
Stavení č.p. 16
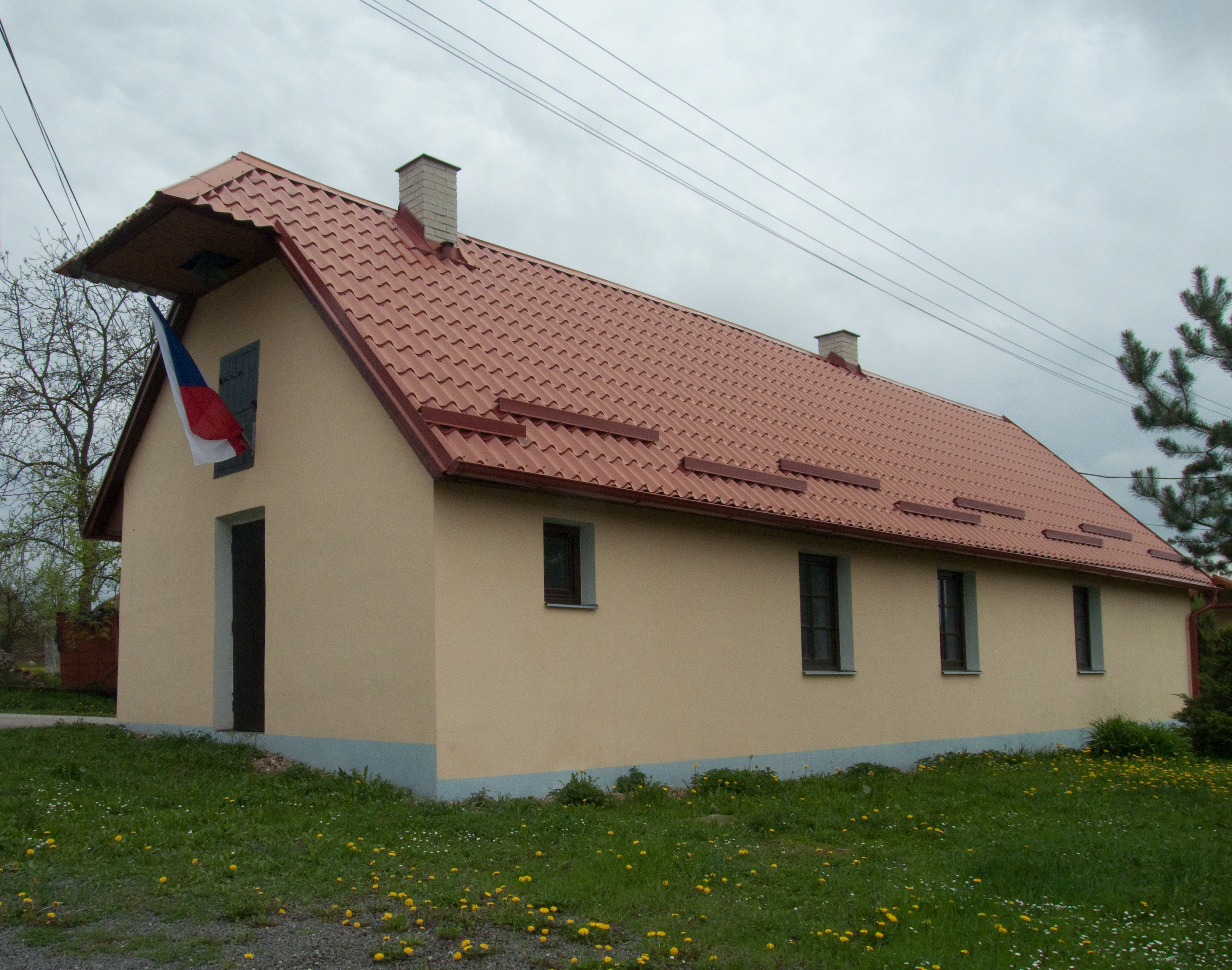
Obecní úřad